# Armoriale delle famiglie italiane (Cam-Can)
Questo è l'armoriale delle famiglie italiane il cui cognome inizia con le lettere che vanno da Cam a Can.

## Armi

### Cama
| Stemma | Casato e blasonatura |
| ------ | --- |
|        | Camaggiori (Pistoia) Di rosso, alla fascia increspata di vaio citato in (ASFi, Raccolta Ceramelli Papiani) |
|        | Camajani (Arezzo, Firenze) d'azzurro alla banda d'oro citato in (Camaiani, Dizionario araldico – pag. 127, in Spreti, Enciclopedia - Vol. III pag. 615 e in (13)) |
|        | Camaiori (Siena) d'azzurro a tre stelle di sei raggi e la cometa in palo fra le due prime, il tutto di oro; all'avambraccio destro di carnagione uscente in sbarra dal fianco destro dello scudo, verso la punta, colla mano indicante in alto citato in (Spreti, Enciclopedia – Vol. II pag. 252) D'azzurro, al sinistrocherio di carnagione indicante una cometa d'oro posta in capo, accostata da due stelle a sei punte dello stesso, e accompagnato in punta da una terza stella a sei punte, pure d'oro citato in (ASFi, Raccolta Ceramelli Papiani) |
|        | Camaldoli d'azzurro, al calice d'oro e due colombe d'argento affrontate, in atto di bere dal calice, il calice sormontato dalla cometa ondeggiante d'oro citato in (Di Montauto, Manuale di araldica – pag. 107) |
|        | Camarda (Molise) (la blasonatura non è stata ancora caricata) citato in (DAlena) |

### Camb
| Stemma | Casato e blasonatura |
| ------ | --- |
|        | Camben (Sicilia) diviso; nel 1° d'azzurro con una mezzaluna d'argento accostata da due stelle d'oro; nel 2° d'argento con una rocca di verde sormontata da un porco di nero citato in (Galante, Famiglie nobili di Sicilia) |
|        | Cambi (Firenze) partito d'oro e di rosso al pino e alla quercia al naturale sradicati, posti in croce di S. Andrea sulla partitura citato in (Spreti, Enciclopedia – Vol. II pag. 252) Partito d'oro e di rosso, a due alberi (un pino e una quercia) sradicati al naturale (o di verde), decussati e attraversanti sulla partizione citato in (ASFi, Raccolta Ceramelli Papiani) (DE) In Gold-rot gespaltenem Feld 2 gekreuzte naturfarbene Laubbäume mit Wurzeln citato in (KHI, Stemmi delle famiglie fiorentine) alias (DE) In Rot-gold gespaltenem Feld 2 gekreuzte naturfarbene Laubbäume mit Wurzeln citato in (KHI, Stemmi delle famiglie fiorentine) |
|        | Cambi o Cambi di Napoleone (Toscana) (DE) Durch 1 schwarzen Schrägbalken rot-silber schräggeteilt, oben 1 goldenes Schildchen belegt mit 1 schwarzen Doppeladler citato in (KHI, Stemmi delle famiglie fiorentine) |
|        | Cambi (Cascia) d'azzurro allo sparviero d'oro posto sopra un monte di 3 cime d'argento citato in (Spreti, Enciclopedia – Vol. II pag. 252) |
|        | Cambi fasciato di rosso e d'argento, abbassato sotto un capo di argento caricato di tre ortensie al naturale in fascia citato in (Spreti, Enciclopedia – Vol. II pag. 252) |
|        | Cambi (Firenze) D'oro, al rincontro di bue di rosso, cornato d'argento; con il capo d'Angiò citato in (ASFi, Raccolta Ceramelli Papiani) |
|        | Cambi (Firenze) D'azzurro, alla gemella in banda d'argento, accompagnata da due stelle a otto punte d'oro, 1.1 citato in (ASFi, Raccolta Ceramelli Papiani) |
|        | Cambi (Firenze) D'azzurro, all'albero al naturale nodrito su un monte di sei cime di rosso e sostenuto da due leoni d'oro citato in (ASFi, Raccolta Ceramelli Papiani) |
|        | Cambi (Firenze) Di..., alla banda di... caricata di tre uccelli (anatre) di... citato in (ASFi, Raccolta Ceramelli Papiani) |
|        | Cambi da Signa (Firenze) D'azzurro, al crescente montante d'argento, posto in mezzo a tre stelle a otto punte dello stesso, 2.1 citato in (ASFi, Raccolta Ceramelli Papiani) |
|        | Cambi del Drago (Firenze) D'azzurro, a tre scaglioni d'oro citato in (ASFi, Raccolta Ceramelli Papiani) |
|        | Cambi di Napoleone (Firenze) Partito d'argento e di rosso, alla banda attraversante di nero alias Partito d'argento e di rosso, alla banda attraversante di nero, accompagnata nel capo dallo scudetto attraversante dell'Impero d'Oriente alias Trinciato di rosso e d'argento, alla banda di nero passata sulla trinciatura, accompagnata in capo dallo scudetto dell'Impero alias Partito: nel 1º d'argento; nel 2º di nero, al capo di rosso; con la banda attraversante partita di nero e di rosso citato in (ASFi, Raccolta Ceramelli Papiani) |
|        | Cambi del Nero Importuni (Toscana) (DE) 7mal silber-blau sturzsparrenförmig geteilt citato in (KHI, Stemmi delle famiglie fiorentine) |
|        | Cambi del Nero Importuni (Toscana) (DE) In Silber 3 blaue Sparren citato in (KHI, Stemmi delle famiglie fiorentine) |
|        | Cambi di Ser Manetto (Firenze) D'oro, al semivolo levato di rosso alias D'oro, al semivolo levato d'argento citato in (ASFi, Raccolta Ceramelli Papiani) |
|        | Cambi Figliambuchi (Firenze) Scagliato di rosso e d'argento citato in (ASFi, Raccolta Ceramelli Papiani) squamato di rosso su argento citato in (Leone marinato) |
|        | Cambi Importuni (Firenze) D'argento, a tre scaglioni d'azzurro citato in (ASFi, Raccolta Ceramelli Papiani) |
|        | Cambi Martini (Firenze) D'azzurro, a due chiavi decussate d'argento, legate di rosso e talvolta sormontate da una rosa dello stesso citato in (ASFi, Raccolta Ceramelli Papiani) |
|        | Cambi Uberti (Firenze) D'oro, alla banda d'azzurro caricata di tre rose d'argento citato in (ASFi, Raccolta Ceramelli Papiani) |
|        | Cambi Voglia (Recanati) inquartato: nel 1º e 4º fasciato di rosso e d'argento, abbassato sotto un capo di argento caricato di tre ortensie al naturale in fascia (Cambi); nel 2º e 3º di azzurro al leone rampante di oro tenente nella zampa anteriore destra una rosa rossa gambuta e fogliata di verde; sbarra rossa attraversante sul tutto (Voglia) citato in (Spreti, Enciclopedia – Vol. II pag. 252 e pag. 408) |
|        | Cambiaghi (Monza, Milano) cometa in palo di oro su rosso - incappato in scaglione di argento - castello (2 torri) di rosso su argento citato in (Leone marinato) |
|        | Cambiagi (Arezzo) D'azzurro, alla scala di sette pioli al naturale, sostenuta da due cani controrampanti dello stesso, collarinati di rosso citato in (ASFi, Raccolta Ceramelli Papiani) alias D'azzurro, alla scala di sette pioli al naturale, sostenuta da due cani controrampanti dello stesso, collarinati di rosso; il tutto sostenuto dalla campagna di verde citato in (ASFi, Raccolta Ceramelli Papiani) scala a pioli sostenuta da - 2 cani al naturale collarinati di rosso su terrazzo di verde su azzurro citato in (Leone marinato) |
|        | Cambiagi (Arezzo) ponte fondato nella punta fiancheggiato da 2 torri e sormontato da 2 aquile tutto di nero le aquile coronate di oro su argento citato in (Leone marinato) |
|        | Cambiagi o Cambiago (Cremona) d'argento a due castelli di rosso aperti del campo, merlati alla guelfa, sormontati ciascuno da un'aquila di nero, e in punta un monte di verde al naturale citato in (Blasonario cremonese) |
|        | Cambiano (Savigliano, Torino) Titolo: marchesi di Ruffia (1779); conti di Cartignano, Castelmagno, Lemie, Ormea, Paglières, Usseglio; baroni di Casalgrasso; signori di Cambiano, Celle, Cumiana, Dronero, Manigod; consignori di Carmagnola, Ceva, Chieri, Lisio, Perlo, Perno, Priola, Santena Di rosso, alla banda d'azzurro orlata d'oro, carica di tre scudetti pure d'oro alias Di rosso, alla banda d'azzurro orlata d'argento, carica di tre scudetti pure d'argento alias Inquartato di Cambiano e di Ceva (fasciato d'oro e di nero) Motto: A bon compte citato in (Bona, Blasonario) |
|        | Cambiaso (Genova) di azzurro alla scala di argento sostenuta in palo da due cani levrieri controrampanti del medesimo; il tutto movente dalla campagna di verde citato in (Spreti, Enciclopedia – Vol. II pag. 253) |
|        | Cambiaso (Savona) Titolo: signori di Carrosio D'azzurro, alla scala di sette pioli, fondata nella pianura erbosa al naturale, sostenuta da due cani affrontati controrampanti, il tutto d'argento citato in (Bona, Blasonario) alias D'argento, al capo d'azzurro, con la scala di sette pioli d'azzurro, fondata nella pianura erbosa al naturale, attraversante sul capo, sostenuta da due cani di nero, affrontati, controrampanti citato in (Bona, Blasonario) scala a pioli al naturale sostenuta da - 2 cani di nero su terrazzo di verde su argento - azzurro pieno in capo citato in (Leone marinato) alias D'argento, alla scala di sette pioli d'oro, posta in palo, sostenuta da due levrieri controrampanti al naturale, muovente dal terreno di verde, con il capo d'azzurro citato in (Bona, Blasonario) |
|        | Cambiaso (Genova) scala a pioli al naturale sostenuta da - 2 cani di rosso collarinati dello stesso su terrazzo di verde su argento citato in (Leone marinato) |
|        | Cambiaso (Sicilia) d'azzurro con due leoni d'oro affrontati, le teste rivoltate trattenendo con le zampe anteriori una scala d'oro di undici gradini posta in palo citato in (Galante, Famiglie nobili di Sicilia) |
|        | Cambini (Firenze) D'argento, al leone d'oro tenente un ramoscello di verde alias D'argento, al leone al naturale tenente un ramoscello di verde citato in (ASFi, Raccolta Ceramelli Papiani) |
|        | Cambinus (Toscana) (DE) In Silber 1 oben gegeneinander geasteter und unten mit 1 gestürzten Breitzinne besetzter roter Balken und 1 beidseitig gegeneinander geasteter roter Balken citato in (KHI, Stemmi delle famiglie fiorentine) |
|        | Cambioni (Prato, Firenze) Partito: nel 1º d'oro, seminato di gigli d'azzurro; nel 2º d'azzurro, al leone d'oro; il tutto attraversato in capo da un lambello a cinque pendenti di rosso citato in (ASFi, Raccolta Ceramelli Papiani) |
|        | Cambray Digny (Firenze) scaglione di oro su azzurro - rotella di sperone di oro in alto a sinistra - trifoglio di oro verso la punta citato in (Leone marinato) |
|        | Cambria o Chambra o De Chambris (Messina) troncato nel 1° d'oro, alla crocetta di rosso; nel 2° d'azzurro, al cane rivolto e corrente d'argento, la testa rivoltata a destra citato in (Mango) |

### Came
| Stemma | Casato e blasonatura |
| ------ | --- |
|        | Camella o Camilla o Cammella o Cimella (Messina) d'argento, alla fascia d'azzurro citato in (Mango) |
|        | Camelletti (Pergola) partito: nel 1º troncato in banda di azzurro e d'oro, nell'a) caricato di tre stelle d'oro di sei raggi male ordinare. Banda di verde sulla troncatura caricata di tre cammelli passanti di oro. Nel 2º di azzurro al mare di verde ondato di argento da cui esce un leone rampante d'oro, accompagnato in capo da una stella di sei raggi d'oro citato in (Spreti, Enciclopedia – Vol. II pag. 254) |
|        | Camera (Acqui) Titolo: signori di Melazzo d'Acqui Inquartato, al 1° e 4° d'oro alla stella (8) di rosso, al 2° e 3° d'azzurro alla stella (8) d'oro, con il capo d'argento, carico di un leone passante d'oro, portante in spalla uno stendardo di tre punte dello stesso, e sul tutto una rotella d'argento, alla croce di rosso Motto: Sic volo citato in (Bona, Blasonario) |
|        | Camera o Cameri o Camara (Tortona) Titolo: signori di Carbonara Scrivia, Momperone, Monleale, Sardignano, Sarezzano, Volpedo Di [...], a due leoni di [...], tenenti un ferro di cavallo di [...], con la scritta PAX alias D'argento, alla casa di rosso, aperta d'oro, gli spioventi del tetto merlati di tre pezzi, alla ghibellina, con il capo d'oro, (cucito), carico di un'aquila di nero alias troncato: nel 1º d'oro, all'aquila di nero; nel 2º d'argento, alla tenda (?) di rosso, aperta d'oro citato in (Bona, Blasonario) |
|        | Camera (Fresonara, Roma) Titolo: nobili Inquartato, al 1° e 4° d'oro, alla stella (8) di rosso, al 2° e 3° d'azzurro, alla stella (8) d'argento, sul tutto una rotella d'argento, alla croce di rosso citato in (Bona, Blasonario) |
|        | Camera (Fresonara, Roma) croce di rosso su tondo di argento su - 2 stelle (8 raggi) di rosso su argento in banda - 2 stelle (8 raggi) di argento su azzurro in sbarra - citato in (Leone marinato) |
|        | Camera (Ovada) D'azzurro, alla casa vista in prospettiva d'argento, coperta di rosso, aperta e finestrata di nero, fondata su una terrazza di verde, con uno scorpione al naturale, nell'atto di arrampicarsi sulla facciata, il tutto accompagnato nel capo da tre stelle di sei raggi d'oro, male ordinate citato in (Ottonello, Gli stemmi di cittadinanza) |
|        | Camerana (Torino) Titolo: conti D'argento, alla torre di rosso, aperta e finestrata di nero, merlata alla ghibellina, con il capo d'oro, cucito, carico di un'aquila di nero, rostrata e membrata di rosso, coronata del campo Motto: Serva fidem citato in (Bona, Blasonario) |
|        | Camerani o Camerieri (Cesena) (la blasonatura non è stata ancora caricata) citato in (Blasone cesenate) |
|        | Camerano (Asti) Titolo: signori di Camerano; consignori di Burio, Casasco, Montiglio, Riva Di rosso, a due fasce d'argento, cariche di tre foglie d'edera di verde, 2 e 1 citato in (Bona, Blasonario) |
|        | Camerano o Cameran (Nizza) Titolo: consignori di Briga D'argento, a tre bordoni di rosso posti in palo e ordinati in fascia, con il capo d'azzurro, al leone d'oro, armato e linguato di rosso, nascente alias Troncato, d'azzurro al leone d'oro armato e linguato di rosso, nascente, e d'oro a tre mazze d'armi, di nero, capovolte Motto: Vigilantia et cura citato in (Bona, Blasonario) |
|        | Camerata (Torino) Titolo: Conte d'argento, alla torre di rosso, aperta e finestrata di nero, merlata alla ghibellina; col capo d'oro, cucito, carico di un'aquila di nero, rostrata e membrata di rosso, coronata del campo Motto: Serva fidem citato in (Spreti, Enciclopedia – Vol. II pag. 255) |
|        | Camerata o Cammarata (Catania) Titolo: barone di Casalgismondo di rosso, al leone d'oro coronato, sostenente una colonna d'argento citato in (Spreti, Enciclopedia – Vol. II pag. 255, in Mango e in Galante, Famiglie nobili di Sicilia) di rosso con un leone coronato d'oro rampante contro una colonna d'argento citato in (Galante, Famiglie nobili di Sicilia) |
|        | Camerini (Padova, Piazzola, Vicenza) Titoli: Duca, Conte d'azzurro al ponte di pietra, di 4 archi, munito di torre merlata alla guelfa di 4 pezzi e verso destra, al naturale, fondata sulla campagna mareggiata di azzurro e d'argento; alla cometa d'oro posta in banda e nel punto sinistro del capo citato in (Spreti, Enciclopedia – Vol. II pag. 255) |
|        | Camerini (Padova, Piazzola sul Brenta, Vicenza) ponte (3 luci) di oro fortificato a sinistra di una torretta coperta dello stesso su fiume di azzurro fluttuoso di argento su verde - cometa di argento in banda a destra su verde - 3 stelle (6 raggi) di verde su oro in capo citato in (Leone marinato) |
|        | Camerini (Firenze) Di..., al leone di... citato in (ASFi, Raccolta Ceramelli Papiani) |
|        | Camerini (Cesena) (la blasonatura non è stata ancora caricata) citato in (Blasone cesenate) |
|        | Cameros (Sicilia) d'azzurro con una sbarra sostenuta dalle bocche di due leoni, accompagnata da due stelle, il tutto d'oro citato in (Galante, Famiglie nobili di Sicilia) |
|        | Camerotti (Firenze) Troncato: nel 1º d'argento, al ramo di rosaio di verde, fiorito di un pezzo di rosso; nel 2º bandato di sei pezzi di rosso e d'argento; con la fascia d'oro passata sulla troncatura citato in (ASFi, Raccolta Ceramelli Papiani) |
|        | Camesali (Cesena) (la blasonatura non è stata ancora caricata) citato in (Blasone cesenate) |

### Cami
| Stemma | Casato e blasonatura |
| ------ | --- |
|        | Camici (Pistoia) Partito: nel 1º d'oro, al coltello posto in palo al naturale; nel 2º d'azzurro, all'uccello (picchio) posato rivolto pure al naturale; con il palo di rosso passato sulla partizione citato in (ASFi, Raccolta Ceramelli Papiani)                                     |
|        | Camigliani (Pisa) D'argento, a tre bande di rosso e al capo dello stesso citato in (ASFi, Raccolta Ceramelli Papiani) |
|        | Camignani (Pisa) cane rampante al naturale su azzurro - lambello (3gocce) di rosso in alto su azzurro citato in (Leone marinato) |
|        | Camilli (Abruzzo) D'argento alla fascia di rosso, sormontata da una rosa dello stesso citato in (DAlena) |
|        | Caminada (Coira, Milano) testa e collo di ariete di argento reciso di rosso su rosso citato in (Leone marinato) |
|        | Camiri (Padova) Grifone citato in (DAlena) |
|        | Camisa (Compiano) (la blasonatura non è stata ancora caricata) citato in (DAlena) |
|        | Camisani (Pontremoli) Troncato: nel 1º d'argento, all'aquila dal volo spiegato di nero; nel 2º d'azzurro, al guerriero di carnagione armato d'argento e tenente con la destra una spada e con la sinistra una camicia, il tutto d'argento citato in (ASFi, Raccolta Ceramelli Papiani) |

### Camm
| Stemma | Casato e blasonatura |
| ------ | --- |
|        | Cammarata (Catania) Titolo: barone di Casalgismondo di rosso al leone d'oro coronato, sostenente una colonna d'argento citato in (La Rosa, I casati del Sud) |
|        | Cammareri (Castroreale) Titolo: barone di Gurafi d'azzurro alla torre d'oro cimata da un'aquila di nero citato in (La Rosa, I casati del Sud, in Mango e in Galante, Famiglie nobili di Sicilia) torre di oro cimata da aquila di nero su azzurro citato in (Leone marinato) |
|        | Cammarota (Messina) d'azzurro, al monte a tre cime al naturale, cimato da una ruota di otto raggi d'oro, trattenuta da due leoni contra-rampanti e affrontati, posti sopra le due cime laterali, e tre stelle d'argento, ordinate nel capo citato in (Mango)                 |
|        | Cammelli (Pistoia) D'azzurro, al cammello (o dromedario) passante al naturale alias D'azzurro, al cammello (o dromedario) passante d'oro citato in (ASFi, Raccolta Ceramelli Papiani)                                                                                        |

### Camo
| Stemma | Casato e blasonatura |
| ------ | --- |
|        | Camondo (Parigi) Partito: nel 1º di rosso a sei bisantini d'oro, 3, 2, 1, nel 2º di verde alla fede di argento, manicata di rosso - il tutto sotto un capo d'argento al giglio sbocciato di azzurro - accostato da due speronelle di rosso Motto: Fides et Charitas (citato in (Spreti, Enciclopedia – Vol. II pag. 256) e n (Crollalanza, Dizionario storico-blasonico delle famiglie nobili e notabili – Vol. III pag. 196) alias Partito: nel 1º di rosso a sei bisantini d'oro, 3, 2, 1, nel 2º di verde alla fede di argento, manicata di rosso - il tutto sotto un capo d'argento al giglio sbocciato di azzurro - accostato da due speronelle di rosso, e colla bordatura composta d'oro e d'azzurro di sedici pezzi Motto: Charitas et Fides citato in (Crollalanza, Dizionario storico-blasonico delle famiglie nobili e notabili – Vol. III pag. 196) |
|        | Camora Interzato in fascia, d'oro, d'azzurro e d'argento, il 1° carico di un'aquila, di nero Motto: Por tu rey y por tu ley citato in (Bona, Blasonario) |
|        | Camosi (Asolo) (la blasonatura non è stata ancora caricata) citato in (DAlena) |
|        | Camossio (Savigliano) D'azzurro, al camoscio corrente, al naturale citato in (Bona, Blasonario) |
|        | Camotti o De Melleto o Caimotto (Chieri) D'argento, al capo di rosso, carico di tre ferri di cavallo d'argento, chiodati di nero, ordinati in fascia citato in (Bona, Blasonario) |
|        | Camozzi troncato di azzurro al giglio d'argento e di verde al camoscio fissante un monte nevoso fondato sulla pianura erbosa il tutto al naturale citato in (Camaiani, Dizionario araldico – pag. 100) alias giglio di argento su azzurro - camoscio passante verso cespuglio tutto di argento su verde citato in (Leone marinato) |
|        | Camozzi de Gherardi troncato, a) d'azzurro al giglio d'argento; b) di verde al camoscio fissante un monte nevoso, posto sopra un terreno di verde, il tutto al naturale, con la fascia d'oro, carica di tre stelle a 5 raggi d'azzurro, attraversante sulla partizione citato in (Spreti, Enciclopedia – Vol. II pag. 256) |
|        | Camozzi de Gherardi Vertova (Bergamo) Titolo: Conti partito di Camozzi che è troncato di azzurro al giglio d'argento e di verde al camoscio fissante un monte nevoso fondato sulla pianura erbosa il tutto al naturale; e di Vertova che è troncato d'oro, all'aquila di nero, linguata di rosso, coronata del campo e di rosso al leopardo, al naturale, rampante citato in (Camaiani, Dizionario araldico – pag. 100 e in DAlena) |
|        | Camozzi de Gherardi Vertova (Bergamo) partito: nel 1º troncato, a) d'azzurro al giglio d'argento; b) di verde al camoscio fissante un monte nevoso, posto sopra un terreno di verde, il tutto al naturale, con la fascia d'oro, carica di tre stelle a 5 raggi d'azzurro, attraversante sulla partizione (Camozzi de Gherardi); al 2º troncato a) d'oro all'aquila di nero, linguata di rosso e coronata del campo; b) di rosso al leopardo rampante al naturale (Vertova) Cimieri: lo scudo per i maschi è timbrato da due elmi affrontati con corona comitale, ornati di svolazzi ai colori dello scudo e cimati: quello a destra da un giglio d'argento, fra un volo di nero, e quello a sinistra da un putto nascente, vestito di verde, con la cintura rossa, tenente fra le mani alzate sopra la testa, una lista bianca, svolazzante in fascia. Per le femmine lo scudo è senza gli elmi ed è messo fra due rami di palma ed il motto è scritto sulla lista svolazzante sotto lo scudo Motto: Sola fides (in lettere maiuscole romane di nero) citato in (Spreti, Enciclopedia – Vol. II pag. 256) |

### Camp
| Stemma | Casato e blasonatura |
| ------ | --- |
|        | Campa (Abruzzo) (la blasonatura non è stata ancora caricata) citato in (DAlena) |
|        | Campagna (Catanzaro) D'azzurro alla fascia d'argento accompagnata in capo da un destrocherio armato ed impugnante una banderuola di rosso ed in punta da cinque spighe di grano d'oro citato in (DAlena e in Caputo, Blasonario delle piazze) |
|        | Campagna (Moncalieri) Troncato, al 1° d'argento, al leone passante, di rosso, al 2° palato d'argento e di rosso, di otto pezzi Motto: Equidem spero citato in (Bona, Blasonario) |
|        | Campagna (Villanova) D'oro, interzato in fascia, al 1° all'aquila di nero, il 3° alla banda, accostata da due stelle, il tutto di nero citato in (Bona, Blasonario) |
|        | Campagna (Messina) Titolo: nobili troncato: da una fascia in divisa d'argento carica della parola Libertas di nero; nel 1° d'azzurro al braccio destro armato al naturale movente dal lato destro dello scudo e tenente con la mano di carnagione una bandiera di rosso; 2° di nero a cinque spighe di grano d'oro uno accanto all'altra in palo citato in (La Rosa, I casati del Sud) troncato d'azzurro e di nero, con la fascia in divisa d'argento attraversante, caricata dal motto Libertas del secondo: nel 1° un braccio sinistro armato al naturale, la mano di carnagione, impugnante la bandiera di rosso, astata di nero; nel 2° cinque spighe di frumento d'oro, poste in palo e ordinate in fascia citato in (Mango) spaccato d'azzurro e di nero, con la fascia in divisa d'argento attraversante, caricata del motto LIBERTAS del 2°; nel 1° un braccio sinistro armato al naturale, la mano di carnagione impugnante la bandiera di rosso astata di nero; nel 2° cinque spighe di frumento d'oro poste in palo e ordinate in fascia citato in (Galante, Famiglie nobili di Sicilia) fascia in divisa di argento caricata del motto "LIBERTAS" in lettere maiuscole di nero su troncato di azzurro e di nero - braccio destro armato uscente da sinistra afferrante con la mano di carnagione una bandiera di rosso astata di nero su azzurro - 5 spighe di oro in palo poste in fascia su nero citato in (Leone marinato) |
|        | Campagna (Sicilia) (d'argento, alla campagna di verde) citato in (Mango) |
|        | Campagna (Parma) fascia di rosso su argento - 3 stelle (8 raggi) di rosso su argento poste 2,1 - monte a 3 cime di rosso uscente da mare ondato di azzurro su argento citato in (Leone marinato) |
|        | Campagna (Parma) fascia di azzurro su oro - 3 stelle (6 raggi) di azzurro su oro poste 2,1 citato in (Leone marinato) |
|        | Campagnani (Milano) (la blasonatura non è stata ancora caricata) citato in (DAlena) |
|        | Campagni Betti o Campagni Betti di Pistoia (Toscana) (DE) Unter 1 silbernen Schildhaupt, darin 3 rote Scheiben 1:2 gestellt, in Gold 1 senkrecht gelegter silberner Delphin in der linken Flanke, rechts anstoßend an 1 links verkürzten blauen Balken, dieser belegt mit 1 achtstrahligen goldenen Stern citato in (KHI, Stemmi delle famiglie fiorentine) |
|        | Campagnoli (Jesi) d'azzurro al monte di tre cime di verde, movente dalla punta e sostenente una colomba tenente nel becco un ramoscello di olivo, il tutto al naturale, e sormontata da una stella di sei raggi d'oro citato in (Spreti, Enciclopedia – Vol. II pag. 257) |
|        | Campana (Colle) D'azzurro, al monte di sei cime d'oro, accompagnato da tre stelle a sei punte dello stesso, ordinate in capo citato in (ASFi, Raccolta Ceramelli Papiani) |
|        | Campana (Seravezza, Pisa) D'azzurro, allo scaglione d'oro attraversato da un giglio di rosso, e accompagnato in capo da tre stelle a otto punte d'oro, 1.2, e in punta da una campana d'argento alias D'azzurro, allo scaglione d'oro attraversato da un giglio di rosso, e accompagnato in capo da tre stelle a otto punte d'oro, 1.2, e in punta da una campana d'argento, il tutto abbassato sotto il capo di Santo Stefano alias D'oro, alla campana al naturale citato in (ASFi, Raccolta Ceramelli Papiani) |
|        | Campana (L'Aquila, Brescia, Osimo, Venezia) D'argento alla campana di verde citato in (DAlena) |
|        | Campana (Levaldigi) D'azzurro, alla campana d'oro Motto: Et laeta et tristia nuntiat citato in (Bona, Blasonario) |
|        | Campana (Peveragno) tre campane d'oro in campo azzurro citato in (Albanese, Araldica cuneese) alias d'oro, allo scaglione di rosso, carico del segno dei cavalieri legionari, accompagnato, in capo da due sciabole di nero, in punta da una campana d'azzurro (arma napoleonica) citato in (Albanese, Araldica cuneese) alias di rosso alla stella d'argento sinistrata da un leone d'oro, colal campagna di rosso, carica del segno dei cavalieri legionari e con la fascia di verde sull apartizione (arma napoleonica) citato in (Albanese, Araldica cuneese) |
|        | Campana (Gorizia) orso rampante al naturale sostenuto da una roccia dello stesso uscente dalla punta su azzurro - sormontato da una scure al naturale posta in fascia il manico a sinistra e il ferro penetrante nella testa dell'orso citato in (Leone marinato) |
|        | Campanari (Roma) d'azzurro alla campana d'argento sostenuta da due leoni controrampanti di oro, terrazzata di verde citato in (Spreti, Enciclopedia – Vol. II pag. 257) |
|        | Campanari (Firenze) D'argento, alla campana d'azzurro, e alla banda attraversante di rosso alias D'argento, alla campana di nero, e alla banda attraversante di rosso citato in (ASFi, Raccolta Ceramelli Papiani) |
|        | Campanari (Veroli) Campana citato in (DAlena) |
|        | Campanari (Padova) leone rampante di oro sul rosso del trinciato di rosso e di azzurro - paniere con manico di oro sull'azzurro citato in (Leone marinato) |
|        | Campanazzi (Bologna) Campana citato in (DAlena) |
|        | Campanelli (Puglia) Campana citato in (DAlena) |
|        | Campanella (Putignano) D'azzurro, alla punta d'argento, caricata da una campanella del campo, battagliata di nero citato in (DAlena) |
|        | Campanelli o Campanella (Napoli) d'azzurro alla fascia arcuata di rosso, bordata d'oro, sostenente a destra una torre d'oro merlata alla ghibellina, movente dal fianco destro ed a sinistra un leone di oro tenente in ogni branca un campanello d'argento accompagnato da 3 stelle d'oro ordinate nel capo citato in (Spreti, Enciclopedia – Vol. II pag. 257 e in La Rosa, I casati del Sud) |
|        | Campanelli (Pistoia) D'oro, alla banda d'azzurro, accompagnata da due campane al naturale, 1.1 citato in (ASFi, Raccolta Ceramelli Papiani) |
|        | Campani (Volterra) d'azzurro alla campana al naturale sormontata da 4 gigli d'oro posti in mezzo ai cinque pendenti di un lambello di rosso citato in (Spreti, Enciclopedia – Vol. II pag. 258) D'azzurro, alla campana al naturale sormontata da quattro gigli d'oro ordinati fra i cinque pendenti di un lambello di rosso citato in (ASFi, Raccolta Ceramelli Papiani) alias D'azzurro, alla campana al naturale sormontata da cinque gigli d'oro ordinati fra i sei pendenti di un lambello di rosso citato in (ASFi, Raccolta Ceramelli Papiani) |
|        | Campani (Firenze) D'azzurro, alla campana d'oro e alla banda attraversante di rosso caricata di tre stelle a otto punte d'oro citato in (ASFi, Raccolta Ceramelli Papiani) |
|        | Campani (Siena) Inquartato: nel 1º e 4º d'oro, alla stella a otto punte d'azzurro; nel 2º e 3º di rosso pieno citato in (ASFi, Raccolta Ceramelli Papiani) |
|        | Campani (Toscana) (DE) In Blau 1 erniedrigter roter Sparren, an der Spitze überdeckt von 1 strahlenden gesichteten goldenen Sonne und unten begleitet von 1 grünen Glocke citato in (KHI, Stemmi delle famiglie fiorentine) |
|        | Campani (Prato) campana al naturale su azzurro sormontata da 4 gigli di oro - lambello (5 gocce) di rosso su azzurro citato in (Leone marinato) |
|        | Campanile (Scala) D'azzurro, al campanile murato al naturale posto sulle onde del mare ed accompagnato a destra da sei stelle d'oro, 1, 2 e 3, ed a sinistra da un elmo al naturale alias D'azzurro al campanile d'argento murato, finestrato e campanato di nero citato in (DAlena) |
|        | Campanile (Ravello) Di azzurro al campanile d'argento murato, finestrato e campanato nero citato in (DAlena e in Chiese di Ravello.) alias Di azzurro al campanile murato al naturale sulle onde del mare, sinistrato da un elmo ed accompagnato a destra da cinque stelle di oro disposte:1, 2, 2 citato in (DAlena) |
|        | Campanile (Molise) D'azzurro al campanile al naturale terrazzato di verde accompagnato a destra da 5 stelle poste 1, 2, 2 e a sinistra da un elmo d'argento posto di profilo cimato da 5 penne dello stesso citato in (DAlena) |
|        | Campanile (Napoli, Trani) Titolo: patrizio di Trani, predicato di Montedimezzo d'azzurro al campanile murato al naturale, su di un terreno di verde, con cinque stelle sulla destra, a sinistra un elmo d'argento con penne dello stesso citato in (La Rosa, I casati del Sud) |
|        | Campanile (Scala, Ravello, Maiori, Cava de' Tirreni, Napoli, Trani, Barletta, Baronissi e Caltanissetta) d'azzurro, al campanile avvinchiato di un serpe nero alias d'oro, al campanile avvinchiato di un serpe nero o verde alias d'azzurro, al campanile murato al naturale posto sulle onde del mare ed accompagnato a destra da sei stelle disposte 3,2,1, ed a sinistra da un elmo al naturale alias d'azzurro, al campanile d'argento murato, finestrato e campanato di nero citato in (Cavallo, Nobili napoletani) Notizie storiche in Nobili napoletani. |
|        | Campanile d'Arezzo (Napoli) campanile al naturale su terrazzo di verde su azzurro - 5 stelle (5 raggi) di oro a sinistra poste 1,2,2 - elmo di argento di profilo con penne dello stesso tutto su azzurro a destra citato in (Leone marinato) |
|        | Campanini (Cesena) (la blasonatura non è stata ancora caricata) citato in (Blasone cesenate) |
|        | Campanino (Capua) scaglione di rosso su argento - aquila bicipite di nero su argento in capo - fascia di rosso su argento - leone rampante al naturale spiga di oro tra le anteriori su argento - 3 stelle (5 raggi) di oro su argento poste 1,2 citato in (Leone marinato) |
|        | Campanino di San Giovanni di Zoppi (Capua) Titolo: nobile col predicato di San Giovanni di Zoppi partito: 1 d'argento allo scaglione di rosso accompagnato in alto da un'aquila bicipite di nero; nel 2° d'argento alla fascia di rosso accompagnata in capo da un leone al naturale tenente una spiga d'oro ed in punta da tre stelle dello stesso citato in (La Rosa, I casati del Sud) |
|        | Campassi o Campaccio (Bioglio) Di rosso, alla fascia d'argento, accompagnata in punta da un'aquila, d'oro citato in (Bona, Blasonario) |
|        | Campassi (Carmagnola) Di rosso, all'aquila d'oro, il tutto alla fascia d'argento citato in (Bona, Blasonario) |
|        | Campastro (Ovada) Inquartato: nel 1° e nel 4° d'azzurro, alla rosa di rosso; nel 2° e nel 3° di verde pieno. Sul tutto uno scudetto ritondato inquartato in croce di Sant'Andrea di rosso e d'argento citato in (Ottonello, Gli stemmi di cittadinanza) |
|        | Campeggi (Bologna) partito: nel 1º d'oro, alla mezz'aquila bicipite di nero uscente dalla partizione, diademata del campo e coronata sulla testa visibile; nel 2º d'oro, al levriere rampante di nero citato in (Dolfi, Cronologia – pag. 231) |
|        | Campeggi (Cesena) (la blasonatura non è stata ancora caricata) citato in (Blasone cesenate, c. 128, nr. 662) |
|        | Campeggi (Tortonese) D'oro, a tre fasce d'azzurro alias Fasciato d'oro e d'azzurro citato in (Bona, Blasonario) |
|        | Campeggi (Nizza, Pavia) 3 fasce di azzurro su oro citato in (Leone marinato) |
|        | Campeggio (Torino?) Partito, d'oro, alla mezz'aquila bicipite, di nero (uscente dalla partizione?), e d'oro, al cane rampante, di nero Motto: Vivit post funera virtus citato in (Bona, Blasonario) |
|        | Campello (Roma, Campello, Arrone) d'argento al leone di nero Motto: Fides nigro sub vellere cana citato in (Spreti, Enciclopedia – Vol. II pag. 258) |
|        | Campenni o Campana (Tropea) di verde al leone d'oro citato in (Caputo, Blasonario delle piazze) |
|        | Campenni (Tropea) (LA) campum viridem et in medio extat Leo aureus rampans citato in (Caputo, Blasonario delle piazze) |
|        | Campetti (macerata) Titolo: duca di Macerata, marchese di Macerata, barone di Treia. d'argento al leone d´oro citato in (Passalacqua, Diario maceratese) |
|        | Campi (Modena) Titolo: Conte cinque spighe di grano in campo azzurro sormontate da stelle d'oro citato in (Camaiani, Dizionario araldico – pag. 518) |
|        | Campi (Modena, Bologna, Roma) d'azzurro, alle cinque spighe di grano, legate, e sormontate da tre stelle di 6 raggi ordinate in fascia, il tutto d'oro, colla bordura dentata d'oro e di rosso Cimiero: aquila di argento rivoltata, col volo abbassato, imbeccata, armata e coronata d'oro Motto: Non sine campis citato in (Spreti, Enciclopedia – Vol. II pag. 258) |
|        | Campi o Campi da Toricchio o Campi da Turicchio (Firenze) Di rosso, al toro furioso d'oro alias Troncato: nel 1º di rosso, al toro furioso d'oro, con il cantone franco destro d'argento caricato dell'arme dei Medici bordata di rosso e coronata d'oro; nel 2º d'azzurro, al cuore di rosso sormontato da tre gigli d'oro ordinati in fascia e accompagnato in punta da un monte di sei cime dello stesso citato in (ASFi, Raccolta Ceramelli Papiani) (DE) Rot-blau geteilt: Oben 1 goldener Stier, begleitet von 1 silbernen rechten Obereck, darin 1 rotbordierter goldener Schild, belegt mit 8 roten Scheiben 2:1:2:2:1 gestellt und überhöht von 1 goldenen Krone, unten 3 goldene Lilien, 1 rotes Herz und 1 goldener Sechsberg, 3:1:1 gestellt citato in (KHI, Stemmi delle famiglie fiorentine) |
|        | Campi o Campo (Cremona) d'oro, a tre bande di verde, con il capo del secondo caricato di un destrocherio vestito di rosso, impugnante un mazzo di spighe d'oro e movente dal fianco sinistro citato in (Picenardi, Stemmario, lett. C, p. 69) e in (Blasonario cremonese) |
|        | Campiglia (Pisa, Firenze) Troncato: nel 1º d'oro, all'aquila dal volo abbassato di nero, talvolta coronata del campo; nel 2º d'azzurro, a due stelle a otto punte d'oro ordinate in fascia e alla cometa pure d'oro posta in punta alias Troncato: nel 1º d'oro, all'aquila dal volo abbassato di nero, talvolta coronata del campo; nel 2º d'azzurro, a tre stelle a otto punte d'oro, 2.1 citato in (ASFi, Raccolta Ceramelli Papiani) |
|        | Campione (Cherasco, Torino) Titolo: consignori di Vernone Fasciato d'azzurro e di verde, al palo d'argento, con il capo d'oro carico di un'aquila bicipite di nero alias d'azzurro a due fasce di verde, al palo d'argento, con il capo d'oro carico di un'aquila bicipite di nero citato in (Bona, Blasonario) |
|        | Campioni (Pescia) Partito di rosso e d'oro, a due leoni affrontati dell'uno nell'altro, coronati d'oro, e al palo composto dei due smalti passato sulla partizione; il tutto abbassato sotto il capo dell'Impero citato in (ASFi, Raccolta Ceramelli Papiani) (DE) Unter 1 Schildhaupt, darin 1 Adler, beidseitig unten begleitet von je 1 Krone, 1 rot-gold gestückter Pfahl, begleitet von 2 einwärtsgekehrten Löwen citato in (KHI, Stemmi delle famiglie fiorentine) alias 3 fasce di oro su palo di rosso su partito di rosso e di oro - affiancato da 2 leoni controrampanti coronati a sinistra di oro su rosso a destra di rosso su oro - aquila coronata di nero su oro in capo citato in (Leone marinato, sez. famiglie A-Z, lett. C, p. 2) |
|        | Campioni (Siena) D'argento, alla mano d'aquila di nero, armata d'oro citato in (ASFi, Raccolta Ceramelli Papiani) |
|        | Campis o Campisi (Sicilia) d'azzurro, alla cometa d'oro, ondeggiante in palo citato in (Mango) Campisi (Sicilia) d'azzurro con una cometa d'oro citato in (Galante, Famiglie nobili di Sicilia) |
|        | Campisano o Campixano o Campisiano (Sicilia) scaccato d'oro e d'azzurro citato in (Mango) scaccheggiato doro e d'azzurro citato in (Galante, Famiglie nobili di Sicilia) |
|        | Campitelli (Catanzaro) D'azzurro alla banda d'argento sostenente un leone illeopardito d'oro ed accostata in punta da tre rose dello stesso citato in (DAlena e in Caputo, Blasonario delle piazze) |
|        | Campo (Rovigo) Titolo: Nobile trinciato con la banda d'oro sulla partizione; il 1º d'azzurro alla mezzaluna d'argento, calante; il 2º di rosso a tre stelle (6) d'argento, ordinate due in palo e la terza in fianco a sinistra di quella inferiore citato in (Spreti, Enciclopedia – Vol. II pag. 259) |
|        | Campo o Del Campo o Lo Campo (Adernò) troncato: nel 1º d'azzurro, a 3 aquilotti di rosso; nel 2º d'azzurro, al leone rampante d'oro sostenuto da un colle dello stesso, uscente dalla punta citato in (Spreti, Enciclopedia – Vol. II pag. 259) |
|        | Campo o Del Campo o Lo Campo (Adernò) Titolo: signore di Caltabellotta, Bivona, Cuba, Solazzi, Ficarazzi, Misilmeri, Tavi, Sottane delle Rose, Zubio, Castelmagro, S. Biagio; barone di Campofranco di argento, a tre aquile spiegate di rosso, col capo del secondo citato in (Spreti, Enciclopedia – Vol. II pag. 259 e in Galante, Famiglie nobili di Sicilia) alias d'argento, con tre aquile coronate di rosso, al capo dello stesso. Corona di barone citato in (Galante, Famiglie nobili di Sicilia) alias spaccato, nel 1° di rosso pieno; nel 2° d'argento a tre aquilotti spiegati di rosso citato in (Galante, Famiglie nobili di Sicilia) alias spaccato, nel 1° d'azzurro a tre aquile di rosso; nel 2° d'azzurro al monte d'oro sostenente un leone dello stesso citato in (Galante, Famiglie nobili di Sicilia) |
|        | Campo (Tortonese) D'azzurro, al volo d'argento citato in (Bona, Blasonario) |
|        | Campo (Napoletano) (la blasonatura non è stata ancora caricata) citato in (Cavallo, Nobili napoletani) |
|        | Campofreda (Portocannone, Campania) Titolo: nobili D'azzurro a due leoni al naturale controrampanti ad un pino di verde terrazzato del medesimo citato in (DAlena) d'azzurro ai due leoni lampassati d'oro controrampanti al pino di verde terrazzato dello stesso citato in (La Rosa, I casati del Sud) d'azzurro, a due leoni d'oro armati e lampassati, controrampanti ad un pino verde, terrazzato dello stesso citato in (Cavallo, Nobili napoletani) |
|        | Campofregoso o Fregoso (Genova) Titolo: conti di Gavi; signori di Dernice, Novi Troncato, di nero e d'argento Motto: Ni matar me ni espantar me citato in (Bona, Blasonario) |
|        | Campolo (Messina, Catania, Cefalù) Titolo: barone di San Todaro e Bonvicino, Signore delle saline di Castrogiovanni, Carobo o S. Bartolomeo, Belmonte, Francavilla o Sambuca, Sigona, Librici, Villafranca, Mistretta, Marineo, Palazzolo, S. Todaro troncato: nel 1° di rosso, a quattro denti d'argento; nel 2° d'argento, al leone di rosso citato in (La Rosa, I casati del Sud e in Mango) alias d'argento al leone di rosso, cinque mezzi fuselli dello stesso moventi dal capo. Corona di barone citato in (La Rosa, I casati del Sud e in Galante, Famiglie nobili di Sicilia) |
|        | Campolo (Venezia) (FR) D'or, à un cimeterre d'azur, posé en pal, la pointe en bas, la garde d'azur, la poignée de gueules. (citato in Euraldic/Rietstap.) |
|        | Campolongo (Napoletano) (la blasonatura non è stata ancora caricata) citato in (Cavallo, Nobili napoletani) |
|        | Camponeschi (Abruzzo) D'argento al monte di cinque cime d'azzurro citato in (DAlena) |
|        | Campora (Vercelli) Titolo: conti di Pezzana D'azzurro alla fascia d'argento, accompagnata in capo da tre stelle d'oro ordinate in fascia, in punta da un levriere d'argento, collarinato di rosso, corrente citato in (Bona, Blasonario) |
|        | Camporeale (Molfetta) di rosso, all'aquila di nero spiegata e coronata d'oro, accompagnata da una cometa nel canton sinistro del capo citato in (Uva, Blasonario) |
|        | Campori inquartato: nel 1º e 4º d'oro allo scaglione di azzurro, cimato da un'aquila di nero; nel 2º e 3º di azzurro alla cometa (6) in abisso accompagnata da 3 stelle (6) il tutto d'oro Cimiero: un cervo al naturale uscente, cinto da una fascia di rosso caricata di tre rose d'argento, colla cometa d'oro posta tra le corna citato in (Spreti, Enciclopedia – Vol. II pag. 260) |
|        | Camposampiero (Genova, Padova) Titoli: Nobile, Conte di rosso alla cometa d'argento posta in banda ed accostata da un crescente dello stesso citato in (Spreti, Enciclopedia – Vol. II pag. 261) |
|        | Camposampiero (Padova) Titoli: Nobile, Conte d'azzurro al leone d'oro citato in (Spreti, Enciclopedia – Vol. II pag. 262) |
|        | Campostrini (Verona) Titoli: Nobile dell'I. A., Conte di verde alla fascia abbassata d'oro sulla quale appoggiasi un castello al naturale, torricellato di tre, la torre centrale più elevata e finestrata di due, le laterali di uno, accompagnato in capo da una colomba al naturale, posante sulla torre centrale, tra quattro stelle d'oro, male ordinate citato in (Spreti, Enciclopedia – Vol. II pag. 262) |
|        | Campredon partito al 1º d'oro al mondo d'argento, cerchiato e crociato d'azzurro; al 2º d'oro, alla banda d'azzurro, carica di tre bisanti d'argento, innestato in punta di oro, alla vacca di rosso, passante citato in (Spreti, Enciclopedia – Vol. II pag. 263) |
|        | Campus (Sardegna) IT (arma non ancora caricata) |

### Camu
| Stemma | Casato e blasonatura |
| ------ | --- |
|        | Camuccini (Roma, Cantalupo) partito: nel 1º d'oro all'elmo al naturale rivoltato, cimato da un'aquila di nero; nel 2º d'oro a 2 leoni posti in croce di S. Andrea. Bordura inchiavata di oro e di rosso citato in (Spreti, Enciclopedia – Vol. II pag. 263) |
|        | Camuccini (Roma) elmo al naturale cimato da aquila di nero su oro - 2 leoni incrociati in croce di Sant'Andrea di rosso su argento - spranga di ferro curvata al naturale in alto su argento citato in (Leone marinato) |
|        | Camuffo (Chioggia) (la blasonatura non è stata ancora caricata) citato in (Aldrighetti, Stemmi di cittadinanza) |
|        | Camuglia (Messina) Titolo: nobili d'azzurro al leone d'oro, tenente con le zampe anteriori una palma di verde citato in( La Rosa, I casati del Sud) d'azzurro, al leone d'oro, impugnante con le zampe del davanti una palma di verde, fustata d'oro, le foglie profilate dello stesso citato in (Mango) d'azzurro, con un leone d'oro tenente con le zampe anteriori una palma di verde contornata d'oro citato in (Galante, Famiglie nobili di Sicilia) |
|        | Camugliani (Pisa) D'argento, a tre bande di rosso, e al capo del secondo citato in (ASFi, Raccolta Ceramelli Papiani) |
|        | Camurati (S. Salvatore Monferrato) Titolo: conti di Roncaglia D'azzurro alla casa d'argento, sormontata da tre stelle d'oro ordinate in fascia citato in (Bona, Blasonario) |
|        | Camutio (Torino) Troncato, al 1° d'oro, a due camosci di nero, rampanti contro una pianta d'alloro, di verde, al 2° d'azzurro, a tre stelle d'oro Motto: Tutiora peto citato in (Bona, Blasonario) |
|        | Camuzzi (Cantù) camoscio di oro rampante su azzurro - albero di verde sradicato su azzurro citato in (Leone marinato) |

### Cana
| Stemma | Casato e blasonatura |
| ------ | --- |
|        | Canacci (Firenze) Di rosso, a tre catene al naturale moventi dai due angoli del capo e dalla punta, riunite in pergola nel cuore per un anello dello stesso alias Di rosso, a tre catene d'argento moventi dai due angoli del capo e dalla punta, riunite in pergola nel cuore per un anello dello stesso alias Di rosso, a tre catene al naturale moventi dai due angoli del capo e dalla punta, riunite in pergola nel cuore per un anello dello stesso, accompagnate nel capo da un rincontro di cane d'argento alias Di rosso, a tre catene d'argento moventi dai due angoli del capo e dalla punta, riunite in pergola nel cuore per un anello dello stesso, accompagnate nel capo da un rincontro di cane d'argento (citato in (13)) |
|        | Canacci (Toscana) (DE) In Rot 4 anstoßende schwarze Ketten, schragenweise gelegt und oben bewinkelt von 1 silbernen Hundekopf von vorn (citato in (28)) |
|        | Canacci (Toscana) (DE) In Rot 3 anstoßende schwarze Ketten, deichselförmig gelegt und oben begleitet von 1 goldenen Hundekopf von vorn (citato in (28)) |
|        | Canal (Padova, Crespano, Treviso, Venezia) Titoli: N.U.N.D., Patrizio veneto, Conte d'azzurro al palo accostato da sei gigli, tre per parte, il tutto di oro Cimiero: il giglio dello scudo (citato in (4) – Vol. II pag. 263) |
|        | Canal (Milano, Venezia) Titolo: Nobile dell'I. A. d'azzurro al palo, accostato, da sei gigli, tre per parte, il tutto di oro (citato in (4) – Vol. II pag. 264) |
|        | Canale di azzurro alla croce patente di argento accantonata di 4 aquile spiegate di nero; sul tutto di rosso al cane alato di argento fissante un sole d'oro uscente dal canton destro del capo (citato in (4) – Vol. II pag. 264) |
|        | Canale o Canali (Chieri) Inquartato di rosso e d'oro, al leone dell'uno nell'altro (citato in (15)) |
|        | Canale Massucci (Roma, Recanati) partito: nel 1º di azzurro alla croce patente di argento accantonata di 4 aquile spiegate di nero; sul tutto di rosso al cane alato di argento fissante un sole d'oro uscente dal canton destro del capo (Canale); nel 2º d'argento a tre bande di rosso. Capo d'Angiò sostenuto da una riga di oro (Massucci Cimiero: il cane alato Motto: Semper fidelis (citato in (4) – Vol. II pag. 264) |
|        | Canali (Venezia) d'azzurro, al palo d'oro accostato da 6 gigli del medesimo (citato in (2) – pag. 12, in (5) - pag. 95 e in (14)) |
|        | Canali (Cesena) (la blasonatura non è stata ancora caricata) (citato in BLCW) Immagine in Blasone Cesenate. |
|        | Canali (Venezia) d'argento, allo scaglione d'azzurro (citato in (2) – pag. 472, in (5) - pag. 114 e in (14)) |
|        | Canali o Canale (Amelia, Terni, Rieti) Titolo: marchesi di Altavilla Di rosso, al palo d'argento (citato in (15)) palo di argento su rosso (citato in LEOM) alias D'azzurro, al cane alato d'argento, fissante un sole d'oro, posto nel cantone destro del capo (citato in (15)) alias D'azzurro, alla croce patente di rosso, accantonata da quattro aquile, di nero, sul tutto d'azzurro, al cane alato d'argento, fissante un sole d'oro, posto nel cantone destro del capo (citato in (15)) cane alato di argento mirante - sole di oro uscente dal canton sinistro in alto su scudetto di azzurro su - croce patente di rosso su argento accantonata da 4 aquile di nero (citato in LEOM) alias D'azzurro, alla croce patente d'argento, accantonata da quattro aquile, di nero, sul tutto d'azzurro, al cane alato d'argento, fissante un sole d'oro, posto nel cantone destro del capo (citato in (15)) alias D'argento, alla croce patente di rosso, accantonata da quattro aquile, di nero, sul tutto d'azzurro, al cane alato d'argento, fissante un sole d'oro, posto nel cantone destro del capo Motto: Semper fidelis - Alatus canis evolavit (citato in (15)) |
|        | Canali (Bergamo) Spaccato nel 1° di rosso, alla croce scorciata d'argento; nel 2° d'oro, all'aquila di nero, accompagnata in capo da due stelle di sei raggi d'argento (citato in Stemmi della Val Brembana. URL consultato il 18 maggio 2017 (archiviato dall'url originale il 6 gennaio 2013).) |
|        | Canali (Chieri) leone rampante di oro su rosso nel 1° e 4° quarto dello scudo - leone rampante di rosso su oro nel 2° e 3° quarto (dello scudo) (citato in LEOM) inquartato di rosso, al leone d'oro, e d'oro, al leone di rosso (Immagine nella Raccolta stemmi Trippini (JPG).) |
|        | Canali De Rossi (Rieti) d'azzurro alla croce patente di rosso contornata da 4 aquile di nero. Sul tutto d'azzurro al cane alato di argento fissante un sole d'oro uscente dal canton destro (citato in (4) – Vol. II pag. 265) |
|        | Canalis d'oro, al leone di nero, colla banda di rosso attraversante (citato in (4) – Vol. III pag. 154) |
|        | Canalis (Cumiana, Pinerolo, Villar, Torino) Titolo: marchesi di Spigno; conti di Cumiana, S. Giorio; consignori di Bruino, Cantogno, Caselle, Caselette, Genola, Givoletto, S. Martino, Stoerda, Villafranca, Villarfocchiardo D'oro al leone di nero, armato e linguato di rosso, con la banda del secondo attraversante Motto: Tem(p)s viendra (citato in (15)) |
|        | Canani (Ferrara) partito, semitroncato: nel 1º d'azzurro, all'aquila al volo abbassato d'argento, coronata d'oro; nel 2º d'argento, all'aquila al volo abbassato di nero, coronata dello stesso (d'oro); nel 3º d'azzurro, al leone d'oro (citato in (5) - pag. 158) |
|        | Canaparo (Torino) Titolo: consignori di Belvedere D'oro, al monte di tre colli di verde, sostenente due leoni coronati, di nero, affrontati, con lo scaglione di rosso in divisa attraversante Motto: Et viribus et animo (citato in (15)) |
|        | Canati d'oro, al cane levriere rampante di rosso, collarinato e anellato d'argento, con una fascia diminuita (riga) dello stesso, attraversante (citato in (5) - pag. 152) |
|        | Canavacci (Montefalco) (la blasonatura non è stata ancora caricata) (citato in (27)) |
|        | Canaveri (Borgomanero) Titolo: baroni dell'impero francese Fasciato d'oro e d'argento, di quattro pezzi, con la campagna mareggiata d'azzurro, alla pianta di canapa di [...] attraversante sul tutto, con il capo d'azzurro, carico di tre stelle (6) d'oro, ordinate in fascia (alias male ordinate) alias Fasciato d'oro e d'argento, di quattro pezzi, alla pianta di canapa di verde attraversante sul tutto, con il capo di rosso, carico di tre stelle (6) d'oro, male ordinate (citato in (15)) |
|        | Canavero (Bra) D'oro, allo scaglione di rosso, accompagnato in punta da due leoni di nero, affrontati (citato in (15)) |
|        | Canavesio o Canavosio (Torino) Una pianta di tre rami di canapa verde, con le sementi d'argento (citato in (15)) |

### Canb
| Stemma | Casato e blasonatura |
| ------ | --- |
|        | Canbi (Toscana) (DE) Silber-roter Sturzschuppenfeh (citato in (28)) |
|        | Canbiaso o Cambiaso (Ovada) D'argento, ad una scala di sette pioli d'oro posta in palo, sostenuta da due levrieri contro rampanti al naturale, movente dal terreno di verde; col capo d'azzurro (citato in (31)) |
|        | Canby Biddle Cope (Verona) Titolo: Barone di rosso alla fascia di argento sormontata da un cignale di nero, passante e tenente in bocca una melagrana d'argento (citato in (4) – Vol. II pag. 265)               |

### Canc
| Stemma | Casato e blasonatura |
| ------ | --- |
|        | Cancanico (Venezia) palo inquartato di rosso e di oro su azzurro (citato in LEOM) |
|        | Cancellario (Molise) (la blasonatura non è stata ancora caricata) (citato in (14)) |
|        | Cancelliere (Sicilia, Napoli, Puglia) inquartato, al 1º e 4º d'oro, all'aquila di nero coronata del campo; al 2º e 3º troncato di azzurro al dogo d'oro, tutto sormontato dall'aquila bicipite di nero coronata (citato in (33))       |
|        | Cancellieri inquartato, al 1º e 4º d'oro, all'aquila di nero coronata del campo; al 2º e 3º troncato di azzurro al porco d'oro, e di oro (citato in (4) – Vol. III pag. 359)                                                           |
|        | Cancellieri (Pistoia, Firenze) Troncato: nel 1º d'azzurro, al porco passante d'oro; nel 2º d'oro pieno (citato in (13)) |
|        | Cancellieri (Toscana) (DE) Unter blauem Schildhaupt, darin 1 schreitender goldener Eber, ledig gold (citato in (28)) |
|        | Cancellieri (Sant'Alessio in Aspromonte) (la blasonatura non è stata ancora caricata) (citato in (14)) |
|        | Cancelosi o Cancellosi (Palermo) d'argento, con un pesce di rosso posto in fascia (citato in (14) e in (26)) Notizie storiche in Famiglie nobili di Sicilia.                                                                           |
|        | Cancellotti (San Severino) troncato: nel 1º di azzurro alla stella di 8 raggi d'oro; nel 2º di rosso ad un portone bugnato e chiuso d'oro con la fascia dello stesso attraversante sulla partizione (citato in (4) – Vol. II pag. 266) |
|        | Cancrino (Napoletano) (la blasonatura non è stata ancora caricata) (citato in (19)) |

### Cand
| Stemma | Casato e blasonatura |
| ------ | --- |
|        | Candelari (Pisa) Di rosso, a tre bande d'argento, la banda mediana caricata di tre rose del campo (citato in (13)) |
|        | Candelini (Cagli) (la blasonatura non è stata ancora caricata) (citato in (14)) |
|        | Candelori (Roma) troncato d'argento e di rosso al destrocherio armato nel 1º, movente dal fianco destro ed impugnante una candela accesa al naturale, attraversante sulla troncatura (citato in (2) – pag. 103 e in (14)) |
|        | Candelsi (Velletri) d'azzurro, al leone d'argento sostenente colle branche anteriori una cornucopia dello stesso (citato in (2) – pag. 181 e in (14)) |
|        | Candia (Messina) d'azzurro, al leone d'oro, sinistrato di due pini al naturale, il tutto sostenuto da un terreno del medesimo, col sole del secondo orizzontale a destra (citato in (11) – vol. I pag. 176 e in (17)) |
|        | Candiani (Torino, Casale) Titoli: Conte d'Olivola, Signore di Montù de' Gabbi interzato: in fascia: al 1º d'oro all'aquila coronata di nero; al 2º d'azzurro alla torre d'argento; al 3º d'argento a tre pali di rosso (citato in (4) – Vol. II pag. 266 e in (15)) |
|        | Candiani (Venezia, Messina) troncato di rosso e d'oro, al leone dell'uno nell'altro (citato in (11) – vol. I pag. 176, in (12) – pag. 125, in (17) e in (26)) Notizie storiche in Famiglie nobili di Sicilia. |
|        | Candiano (Venezia) d'argento, alla banda d'azzurro (Immagine nella Raccolta stemmi Trippini (JPG).) |
|        | Candida (Lucera, Napoli) Titolo: patrizi di Lucera d'argento alla sirena di carnagione coronata di oro, nuotante su di un mare di verde (citato in (4) – Vol. II pag. 266 e in (16)) |
|        | Candida (Molfetta) d'argento, ad una sirena di carnagione coronata d'oro, nascente da un mare ondeggiante di verde e del campo Motto: Fides (citato in ) |
|        | Candida (Cremona) d'argento, alla sirena di carnagione e coronata d'oro nuotante in un mare di verde (citato in BLCR) Immagine in Blasonario Cremonese (archiviato dall'url originale il 1º giugno 2017). |
|        | Candida (Cesena) (la blasonatura non è stata ancora caricata) (citato in BLCW) Immagine in Blasone Cesenate. |
|        | Candido (Siracusa) d'oro, a tre fiamme serpeggianti di rosso uscenti dalla punta, e tre stelle dello stesso, ordinate in fascia nel capo (citato in (11) – Vol. I pag. 176, in (12) – pag. 126 e in (17)) d'oro, con tre fiamme serpeggianti di rosso moventi dalla punta, sormontate da tre stelle dello stesso (citato in (26)) Notizie storiche in Famiglie nobili di Sicilia. |
|        | Candido e Candido di Cancellara (Trani) Titolo: patrizio di Trani, predicato di Cancellara di azzurro a due colonne di argento sormontate da due leoni di oro affrontati e tenenti un castello dello stesso, il tutto accompagnato da un giglio al naturale gambuto e fogliato di argento movente dalla punta (citato in (4) – Vol. II pag. 267 e in (16))                        |
|        | Candoli (Cesena) (la blasonatura non è stata ancora caricata) (citato in BLCW) Immagine in Blasone Cesenate. |

### Cane
| Stemma | Casato e blasonatura |
| ------ | --- |
|        | Cane (Sicilia) trinciato; nel 1º d'azzurro, con un leone coronato d'oro; nel 2º di rosso, con tre monti d'oro moventi dalla punta, ed una banda dello stesso attraversante sul trinciato (citato in (12) – pag. 126 e in (26)) Notizie storiche in Famiglie nobili di Sicilia. |
|        | Cane (Piemonte) Cane (citato in (14)) |
|        | Cane (Torino) Titolo: signori di Frassineto Po D'argento, all'aquila di nero (citato in (15)) |
|        | Cane (Monferrato) Titolo: conti di Biandrate, Monteu da Po; signori di Albugnano, Borgo S. Martino, Casaleggio, Gavi, Parodi, Rosignano; consignori di Bassignana, Bergoglio, Cellamonte, Cuccaro, Fubine, Montaldeo, Ottiglio, Rivarone, Ticinetto Di rosso, al cane bracco d'argento, rampante, linguato di rosso, collarinato d'oro, sostenente con le zampe anteriori uno scudetto d'argento crociato di rosso Motto: Non aliter (citato in (15)) |
|        | Cane (Torino) D'azzurro, al cane d'argento, rampante, collarinato di rosso, sostenuto da un monticello di verde Motto: Immitis in hostes (citato in (15)) |
|        | Cane (Savigliano, Torino) Titolo: conti di Ussolo D'azzurro al levriere d'argento, rampante, linguato, armato e collarinato di rosso, chiodato d'oro, sostenuto da un monte di verde Motto: Virtute clarus et fide (citato in (15)) |
|        | Cane (Alessandria ?) D'azzurro, all'albero di verde, nutrito sulla pianura dello stesso, attortigliato da una serpe d'oro, la testa rivolta, sinistrato da un mastino d'argento, in atto di avventarsi contro la serpe, con il capo d'oro, carico di un'aquila di nero, coronata d'argento (citato in (15)) |
|        | Canefri (Alessandria) Titolo: signori di Borgoratto, Fresonara; consignori di Rovereto Di rosso, alla banda scaccata di tre file, d'azzurro e d'argento alias Di rosso, alla banda scaccata di tre file, d'argento e d'azzurro, accompagnata in capo da una stella d'argento Motto: Grandis causa (citato in (15)) |
|        | Canella (Tortona) D'azzurro, addestrato d'argento, la partizione innestata nebulosa, alla banda di rosso attraversante (successivamente: con il capo d'argento, alla croce di rosso) alias D'azzurro, addestrato d'argento, la partizione innestata nebulosa, alla banda di rosso attraversante, con il capo d'argento, alla croce di rosso (citato in (15)) |
|        | Canelles o Canyelles (Cagliari, Sassari) troncato: al primo d'oro all'aquila bicipite imperiale di nero, coronata, tenente coll'artiglio destro una spada, col sinistro uno scettro; al secondo d'azzurro a cinque pali di rosso Sostegni: due leoni affrontati e controrampanti (citato in (4) – Vol. II pag. 267) Spaccato: nel 1° d'oro all'aquila bicipite imperiale di nero coronata, tenente con l'artiglio destro una spada, col sinistro uno scettro, il tutto d'oro: nel 2° d'oro o d'azzurro a 5 pali di rosso (citato in (14))                             |
|        | Canelli (Valfenera) D'azzurro, a tre stelle d'oro, con la mezzaluna d'argento, montante, in abisso Motto: D'ardent desir (citato in (15)) |
|        | Canepanova (Pavia) d'oro, all'aquila coronata di rosso (Immagine nella Raccolta stemmi Trippini (JPG).) |
|        | Canera (Torino) Titolo: Conte di Salasco di rosso a tre piante di canna, d'oro, una accanto all'altra; con il capo d'azzurro, cucito, carico di tre stelle, d'oro (6) ordinate in fascia Cimiero: il sole di oro Motto: Fragiles prudentia firmat (citato in (4) – Vol. II pag. 267 e in (15)) |
|        | Canera (Torino) 3 piante di canna in palo poste in fascia di oro su rosso - 3 stelle (5 raggi) di argento su azzurro in capo poste 1,2 (citato in LEOM) |
|        | Canera (Verona) Cane (citato in (14)) cane bracco rampante di oro collarinato di rosso su troncato di argento e di verde (citato in LEOM) |
|        | Caneri o Canero (Susa) Di nero, al decusse d'argento, con una pianta di canna attraversante, in palo, movente dalla punta dello scudo, d'oro Motto: Flectamur non frangimur (citato in (15)) |
|        | Canestrelli (Sarteano) (la blasonatura non è stata ancora caricata) (citato in BNDD) Immagine ne L'araldica sarteanese nei secoli. |
|        | Canestri (Forlì, Cesena) d'azzurro al cane d'argento passante su un terreno di verde, in atto d'abbaiare verso una stella d'oro posta nel cantone destro del capo (citato in (4) – Vol. II pag. 268 e in (14)) (la blasonatura non è stata ancora caricata) (citato in BLCW) Immagine in Blasone Cesenate. |
|        | Canestri Trotti (Forlì) partito: nel 1º d'azzurro al cane d'argento passante su un terreno di verde,in atto d'abbaiare verso una stella d'oro posta nel cantone destro del capo; nel 2º troncato d'oro e d'azzurro Cimiero: un cervo nascente al naturale, rivoltato Motto: Deliciis non itur ad astra (citato in (4) – Vol. II pag. 268) |
|        | Canestri Totti (Cesena) (la blasonatura non è stata ancora caricata) (citato in BLCW) Immagine in Blasone Cesenate. |
|        | Caneta d'oro, alla canna di verde, movente in palo dalla punta (citato in (5) - pag. 114) |
|        | Canetti D'oro, a tre canne di verde, ordinate in fascia, con il drago dello stesso, volante sopra quella di mezzo Motto: Virtus ad astra tollit (citato in (15)) |
|        | Canevale (Genova) scaglione di rosso su - 2 leoni controrampanti di azzurro su monte a 3 cime di verde uscente dalla punta su oro - cane barbone rivolto al naturale seduto su uno scoglio dello stesso uscente dal mare mirante - una stella (5 raggi) di oro in alto a destra su azzurro (citato in LEOM) |
|        | Canevara o Canevaro (Ovada) Partito: nel 1° troncato d'azzurro e d'argento, a due leoni controrampanti d'oro sostenuti dalla campagna di verde, con uno scaglione di rosso, attraversante sul tutto; nel 2° troncato d'azzurro e d'argento, al cane fermo rivoltato sulla pianura al naturale, accompagnato in capo da una stella di sei raggi d'oro (citato in (31)) |
|        | Canevari (Tortona) D'azzurro, a due chiavi decussate, d'argento, legate d'oro, accompagnate da tre gigli dello stesso, 1, 2, con il capo d'oro, carico di un'aquila, di nero (citato in (15)) |
|        | Canevari (Parma) scaglione di azzurro su - 2 cani al naturale rampanti e affrontati su monte a 3 cime di argento uscente dalla punta - 2 stelle (8 raggi) di oro in alto su argento - cane di argento seduto su terrazzo di verde mirante - stella (8 raggi) di oro in alto a sinistra tutto su rosso (citato in LEOM) |
|        | Canevaro (Zoagli (Genova), Roma) partito: nel 1º d'oro a due leoni d'azzurro affrontati sul monte di tre cime di verde, al capriolo di rosso attraversante sul tutto; nel 2º d'azzurro al cane di oro accosciato sopra uno scoglio uscente dal mare, il tutto al naturale (citato in (4) – Vol. II pag. 269) scaglione di rosso su - 2 leoni controrampanti di azzurro su monte a 3 cime di verde uscente dalla punta su oro - cane seduto di argento su scoglio su mare al naturale mirante - stella (5 raggi) di oro in alto a sinistra su azzurro (citato in LEOM) |
|        | Canevaro (Firenze) Cane (citato in (14)) |
|        | Canevesi (Milano) leone rampante di rosso caricato da 3 bande di argento afferrante con la zampa destra anteriore una tenaglia di argento con la quale si strappa la lingua tutto su azzurro (citato in LEOM) |
|        | Canezza (Genova) Cane (citato in (14)) |

### Cang
| Stemma | Casato e blasonatura |
| ------ | --- |
|        | Cangelosi o Cancellosi o Cangialosi (Palermo) d'argento, al pesce di rosso posto in fascia (citato in (11) – Vol. I pag. 176 e in (17)) |
|        | Cangemi (Sicilia) partito: nel 1º d'azzurro, alla torre torricellata di un pezzo d'oro, aperta e finestrata di nero; nel 2º d'oro al pino di verde, ed il cane di nero, in atto di fuggire legato al tronco (citato in (11) – Vol. I pag. 176, in (12) – pag. 126 e in (17)) partito; nel 1° d'azzurro con una torre d'oro merlata di tre pezzi aperta e finestrata di nero; nel 2° d'oro, con un albero di verde ed un cane sedente collarinato e legato di nero (citato in (26)) Notizie storiche in Famiglie nobili di Sicilia. |
|        | Cangemi (Napoletano) Titolo: barone partito: nel 1° d'azzurro alla torre torricellata di un pezzo d'oro, aperta e finestrata di nero; nel 2° d'oro al pino di verde, con un cane di nero, in atto di fuggire, legato al tronco (citato in (33)) |
|        | Cangi (Fossombrone) d'azzurro, alla fenice al naturale sulla sua immortalità fissante un sole levante d'oro (citato in (2) – pag. 256 e in (14)) |
|        | Cangini (Volterra) d'azzurro al crescente d'oro montante, su una nube, e la campagna mareggiata di argento e di verde (citato in (4) – Vol. II pag. 270) alias Di cielo, al crescente montante d'oro sostenuto da una nube al naturale, e accompagnato in punta dal mare dello stesso (citato in (13)) |

### Cani
| Stemma | Casato e blasonatura |
| ------ | --- |
|        | Cani (Padova) Cane (citato in (14)) |
|        | Cani Bisnati (Alessandria) Titolo: signori di Monleale, Pietra Marazzi D'azzurro, al palmizio nutrito sulla pianura, il tutto di verde, con il col serpe d'oro, accollato al tronco, la testa rivoltata, l'albero adestrato da un mastino d'argento, rivoltato, rampante sul tronco, in atto di mordere il serpe (con il capo d'oro, carico di un'aquila coronata, di nero) (citato in (15)) |
|        | Canibus (la blasonatura non è stata ancora caricata) (citato in (14)) |
|        | Canigiani d'argento al crescente montante di azzurro sormontato da un lambello a tre pendenti di rosso (citato in (4) – Vol. II pag. 297 e Vol. III pag. 482) |
|        | Canigiani (Toscana) (DE) In Silber 1 blaue Scheibe, 1 dreilätziger roter Turnierkragen und 1 liegender blauer Halbmond pfahlweise (citato in (28)) |
|        | Canigiani o Canigiani Paganelli (Firenze) D'argento, al crescente montante d'azzurro (citato in (13)) alias D'argento, al crescente montante d'azzurro, sormontato da un lambello a tre pendenti di rosso (citato in (13)) (Immagine nella Raccolta stemmi Trippini (JPG).) alias D'argento, al crescente montante d'azzurro, sormontato da un lambello a cinque pendenti di rosso (citato in (13)) alias D'argento, al crescente montante d'azzurro, sormontato da un lambello a tre pendenti di rosso, il lambello sormontato dalle insegne pontificie (citato in (13)) (DE) n Silber 2 gekreuzte goldene Schlüssel, überdeckt von 1 goldenen Tiara, 1 dreilätziger roter Turnierkragen und 1 liegender blauer Halbmond pfahlweise (citato in (28)) alias D'argento, al crescente montante d'azzurro, sormontato da un lambello a cinque pendenti di rosso, il lambello sormontato dalle insegne pontificie (citato in (13)) |
|        | Canina (Casale Monferrato) Troncato d'argento e di nero, al cane al naturale, rampante alias Troncato d'argento e di nero, al cane dell'uno nell'altro, rampante, linguato di rosso (citato in (15)) |
|        | Canina (Roma) troncato d'argento e di nero, al cane rampante dell'uno all'altro (Immagine nell' Archivio Storico Capitolino (PDF). URL consultato il 18 maggio 2017 (archiviato dall'url originale il 5 marzo 2016).) |
|        | Canini (Alvito) di rosso, alla fascia abbassata d'oro, al cane rampante d'argento attraversante, sostenuto da un monte di tre cime di verde movente dalla punta |

### Cann
| Stemma | Casato e blasonatura |
| ------ | --- |
|        | Cannada (Sicilia) Titolo: marchese di Scuderi d'azzurro, con un vaso d'oro pieno di fiori al naturale. Corona di marchese (citato in (26)) Notizie storiche in Famiglie nobili di Sicilia. |
|        | Cannaioni o Cannaioni d'Arezzo (Toscana) (DE) In Blau 1 goldener Schrägbalken, in der Schildhauptstelle begleitet von 1 vierlätzigen roten Turnierkragen, dieser begleitet von je 1 goldenen Lilie zwischen den Lätzen (citato in (28)) |
|        | Cannarella (Licata, Siracusa) Titolo: marchese di Regalbono e Scuderi troncato, semipartito: nel 1º di rosso, a due leoni coronati, affrontati, sormontati da tre stelle di sei raggi, ordinate in fascia, il tutto d'oro; i leoni in atto di rompere un pane d'argento (Frangipane); nel 2º: a) d'argento, alla canna al naturale (Cannata); b) d'azzurro al vaso d'oro, ansato a sinistra, con tre gigli di giardino al naturale, nodriti nel vaso (citato in (4) – Vol. II pag. 270, in (16), in (17) e in (26)) Notizie storiche in Famiglie nobili di Sicilia. |
|        | Cannata o Cannada (Palermo) d'azzurro, al vaso d'oro, ansato a sinistra, con tre gigli di giardino, al naturale, nodriti nel vaso (citato in (17)) vaso ansato di un sol pezzo di oro - fiori di argento stelati e fogliati di verde fuoriuscenti dal vaso tutto su azzurro (citato in LEOM) |
|        | Cannata (Modica) Vaso "cannata" (boccale siciliano), coronato a cinque punte e cinque perle (citato in "L'Araldica e la Genealogia a Modica (1296 - 2022)", Carmelo Cataldi, 2022.) (citato in "Blasonario della Contea di Modica", Mario Pluchinotta, 1934.) (citato in "Atto di rivelo Cappellania Chiesa Madre di San Giorgio ", Giuseppe Cannata, 1739.) |
|        | Cannata (Polistena) d'azzurro, al leone d'oro, lampassato di rosso, tenente con le branche un vaso del secondo (Immagine nella Raccolta stemmi Trippini (JPG).) |
|        | Cannavoti (Pistoia) Troncato d'azzurro e d'oro, all'albero attraversante di verde nodrito sulla campagna di rosso muragliata di nero; il tutto abbassato sotto il capo d'oro, caricato di tre rami di rosaio di verde, fioriti di un pezzo di rosso (citato in (13)) |
|        | Cannella (Napoletano) (la blasonatura non è stata ancora caricata) (citato in (19)) |
|        | Cannella (Tropea) in campo azzurro ai due leoni d'oro rampanti in mezzo un pino sopra tre monti verdi (citato in BLCL) Immagine in Tropea Magazine. |
|        | Cannella (Tropea) (LA) campum ceruleum in medio extat Pinus inter duo leones rampantes supra tres montes virides (citato in BLCL) Notizie storiche in Tropea Magazine. |
|        | Canneri (Firenze) D'azzurro, al palo d'argento (citato in (13)) (DE) In Blau 1 silberner Pfahl (citato in (28)) |
|        | Canneta o De Canneto (Sciacca) d'argento, con un fascio di canne d'azzurro frondate di verde (citato in (12) – pag. 126, in (17) e in (26)) fascio di canne palustri di azzurro fogliate di verde su argento (citato in LEOM) Notizie storiche in Famiglie nobili di Sicilia. |
|        | Cannicciai (Siena) Di..., allo stelo sradicato di verde, attraversato da un porco passante di nero, cinghiato d'argento (citato in (13)) |
|        | Cannizzaro (Vizzini, Catania) Titolo: barone di Belmontino inferiore, Ravagliuso, Rigilosi, Stafenda, Castelluzzo, Passaneto, Belmurgo; signore di Leone troncato: nel 1º d'azzurro, a 2 stelle d'oro di 6 raggi, ordinate in fascia; nel 2º di rosso, a tre sbarre d'oro (citato in (4) – Vol. II pag. 270, in (16), in (17) e in (26)) diviso, nel 1° d'azzurro, con due stelle d'oro; nel 2° di rosso, con tre sbarre d'oro. Corona di barone (citato in (26)) alias troncato, nel 1° d'azzurro, alla stella d'oro; nel 2° d'oro, a tre sbarre di rosso e la fascia d'oro, attraversante sulla partizione (citato in (17) e in (26)) Notizie storiche in Famiglie nobili di Sicilia. Ulteriori notizie storiche in Famiglie nobili di Sicilia. |
|        | Cannizzaro (Vizzini, Catania) Titolo: marchese di Regalbono e Scuderi (?) troncato: nel 1º d'azzurro, alla stella d'oro; nel 2º di rosso, a tre barre d'oro, e la fascia d'oro, attraversante sulla partizione (citato in (4) – Vol. II pag. 270 e in (16)) |
|        | Cannuto (Napoletano) (la blasonatura non è stata ancora caricata) (citato in (19)) |

### Cano
| Stemma | Casato e blasonatura |
| ------ | --- |
|        | Canobbio o Da Canobbio (Novara, Cremona) Partito, d'azzurro e di rosso, a quattro fasce ondate a onde grosse, d'argento alias D'argento, al leone troncato di rosso e d'azzurro, rampante contro una canna arcuata recisa e fogliata di verde, con l'infiorescenza terminante in pannocchial al naturale alias D'argento, alla canna fogliata di verde, sradicata d'oro, con in apice la sua infiorescenza a pannocchia, al naturale alias Partito, al 1° d'azzurro, alla donzella ritta di profilo e rivoltata, crinita al naturale, indossante una veste d'argento, al 2° ripartito, di rosso, e d'argento, al triangolo di verde, poggiante a destra e a sinistra, sostenente uno scaglione, di rosso, alla canna gogliata di verde, sradicata al naturale, con in apice la sua infiorescenza, dello stesso, attraversante sulla prima partizione e sostenuta dalle mani della donzella (citato in (15)) |
|        | Canobbio (Milano) Fasciato d'oro e di rosso, alla pianta di canapa d'argento, attraversante sul tutto alias Di rosso, a tre fasce ondate d'oro, con il capo d'azzurro, carico di un'aquila nascente, d'argento (citato in (15)) |
|        | Canobbio (Bologna) Di rosso, al castello d'argento, torricellato di due pezzi, aperto e finestrato del campo, con un cigno bianco posto tra le due torri alias D'azzurro, al destrocherio armato d'argento, con la mano di carnagione, impugnante una ascia d'armi, con il capo d'oro, carico di un'aquila di nero (citato in (15)) |
|        | Canobbio (Cremona) D'argento, al castello di rosso, torricellato di due pezzi, con un uomo posto sopra la torricella di destra, vestito d'azzurro, tenente in mano una fiaccola accesa, con il capo d'oro, carico di un'aquila di nero (citato in (15)) d'argento al castello di rosso, torricellato di due pezzi e avente un uomo posto sopra la torricella di destra, vestito d'azzurro e tenente in mano una fiaccola accesa; col capo d'oro, caricato di un'aquila di nero (citato in BLCR) Immagine in Blasonario Cremonese (archiviato dall'url originale il 1º giugno 2017). |
|        | Canobbio (Modena) D'argento, alla colonna di nero (? al naturale?), cimata da un paiolo, dello stesso, con la bordura di rosso alias D'argento, alla colonna di nero, cimata da un paiolo, dello stesso alias D'azzurro, alla colonna con piedestallo e capitello d'argento, piantata sopra una terrazza di verde, sormontata da un vaso o cesto, pure d'argento, con la bordura di rosso (citato in (15)) |
|        | Canobbio (Novara) D'argento, al castello di rosso, torricellato di due pezzi, con il ponte levatoio calato, il tutto terrazzato di verde, sopra il ponte levatoio e contro la porta sta ritto un uomo selvatico armato di un grosso bastone nell'atto di cacciare un leone, al naturale, che cerca di entrare nel castello, con il capo d'oro, carico di un'aquila di nero (citato in (15)) |
|        | Canocchi (Firenze) Di rosso, alla banda d'argento caricata di tre rose del campo, e sostenente un cane corrente d'argento (citato in (13)) |
|        | Canocchi (Firenze) D'azzurro, alla banda d'argento caricata di tre rose di rosso e sostenente un cane corrente d'argento collarinato di rosso (citato in (13)) |
|        | Canonici (Firenze) Di rosso, al leone d'argento (citato in (13)) |
|        | Canonici Mattei (Ferrara) leone rampante di argento coronato di oro su rosso - banda di oro su scaccato di azzurro e di argento - capo d'Impero (citato in LEOM) |
|        | Canosa (Abruzzo) (la blasonatura non è stata ancora caricata) (citato in (14)) |
|        | Canossa (Verona) cane rampante di argento collarinato di rosso osso in bocca su rosso (citato in LEOM) |
|        | Canova (Biella) Di rosso, alla casetta d'argento, aperta, finestrata e coperta di nero, con il capo d'azzurro, cucito, carico di tre stelle d'oro, ordinate in fascia (citato in (15)) |
|        | Canova (Roma) partito: nel 1º d'azzurro, alla lira d'oro; nel 2º di rosso, al serpe al naturale ondeggiante in palo (Immagine nell' Archivio Storico Capitolino (PDF). URL consultato il 18 maggio 2017 (archiviato dall'url originale il 4 marzo 2016).) |
|        | Canovai (Firenze) D'azzurro, alla pianta di verde nodrita sul terreno dello stesso, fruttifera di tre spighe d'oro e di due grappoli di rosso, e sostenuta a destra da un lupo rapace al naturale e a sinistra da un cane rampante d'argento collarinato di rosso alias D'azzurro, alla pianta di verde nodrita sul terreno dello stesso, fruttifera di tre spighe d'oro e di quattro grappoli di rosso, e sostenuta a destra da un lupo rapace al naturale e a sinistra da un cane rampante d'argento collarinato di rosso (citato in (13)) |

### Cans
| Stemma | Casato e blasonatura |
| ------ | --- |
|        | Cansacchi (Amelia, Torino) trinciato merlato, inchiavato in forma di crocette d'azzurro e d'argento; a due crocette scorciate dell'uno nell'altro. Capo d'oro caricato di un'aquila di nero al volo spiegato, coronata d'oro (citato in (4) – Vol. II pag. 271) Trinciato, merlato, inchiavato in forma di crocetta d'azzurro e d'argento talché si vedano 4 crocette d'argento e 3 d'azzurro; a due crocette scorciate dell'uno nell'altro. Capo d'oro caricato di un'aquila di nero, coronata d'oro Cimiero: un levriero d'argento uscente, tenente una crocetta d'argento Motto: Sic merenti (citato in (14)) |

### Cant
| Stemma | Casato e blasonatura |
| ------ | --- |
|        | Cantafesta (Milano) rosa araldica di 6 petali (sestifoglio termine improprio) di oro accompagnata da 2 gigli dello stesso su fascia di azzurro su troncato di argento e di rosso - corona marchionale al naturale sull'argento - giglio di oro sul rosso (citato in LEOM) |
|        | Cantagalli (Firenze) D'azzurro, alla spiga d'oro nodrita sul terreno al naturale e sostenuta da due galli di nero, crestati e barbati di rosso (citato in (13)) (DE) In Blau auf grünem Boden 1 goldene Weizenpflanze, beidseitig begleitet von 2 rotkehligen und rotbekammten einwärtsgekehrten naturfarbenen Hähnen (citato in (28)) |
|        | Cantagallina (Sansepolcro) D'azzurro, al monte di sei cime d'oro, cimato da una testa e collo di gallo di nero, crestato e barbato di rosso (citato in (13)) |
|        | Cantalamessa (Ascoli Piceno) di azzurro al sinistrocherio vestito di rosso con manipolo di argento caricato di una crocetta di nero, uscente dal lato destro dello scudo, e tenente nella mano di carnagione un libro aperto di argento con la scrittura di nero; accompagnato in capo, al centro dello scudo, da una fiamma ardente di rosso sormontata da una cometa di oro ondeggiante in sbarra (citato in (4) – Vol. II pag. 272) |
|        | Cantalupo (Molise) (la blasonatura non è stata ancora caricata) (citato in (14)) |
|        | Cantansanti (Pistoia) D'azzurro, a tre galli arditi d'oro, 2.1 (citato in (13)) |
|        | Cantarero (Leonforte) Titolo: barone di S. Giovanni partito: nel 1º d'argento al leone rivoltato, sostenuto dalla pianura erbosa, il tutto al naturale; al 2º d'azzurro, a due bande di rosso, orlate d'argento, accompagnate da 4 stelle di sei raggi d'argento, due sopra la prima banda e due framezzo alle bande (citato in (4) – Vol. II pag. 272 e in (26)) partito: al 1° d'argento, al leone sostenuto dalla pianura erbosa e rivoltato, il tutto al naturale; al 2° d'azzurro, a due bande di rosso orlate d'argento, accompagnate da quattro stelle di sei raggi d'argento, due sopra la prima banda e due frammezzo alle bande (citato in (17)) Notizie storiche in Famiglie nobili di Sicilia. |
|        | Cantarini (Pistoia) di rosso all'aquila spiegata al naturale coronata d'oro, accostata da 4 stelle dello stesso due ai fianchi, una in capo e l'altra in punta; e nei cantoni da 4 rami pure d'oro (citato in (4) – Vol. II pag. 272) |
|        | Cantarini (Lucca) Di rosso, all'aquila dal volo abbassato di nero, coronata d'oro, posta in mezzo a quattro stelle a otto punte d'oro, una in capo, due ai fianchi e una in punta, alternate a quattro rami di verde posti nei cantoni dello scudo (citato in (13)) |
|        | Cantarutti (Campolongo, Gemona) Spaccato nel 1° d'azzurro, al mezzo grifone d'oro, uscente dalla partizione; nel 2° di rosso, a tre bisanti d'argento (1,2). Alla fascia d'oro sul tutto (citato in Registro Araldico Italiano 585) |
|        | Cantatore (Mondovì) Titolo: signori di Pasco, Val d'Ellera Troncato d'azzurro e di rosso, a tre cigni d'argento attraversanti (citato in (15)) 3 cigni di argento attraversanti troncato di azzurro e di rosso (citato in LEOM) alias Di verde, a tre cigni d'argento, male ordinati (citato in (15)) 3 cigni di argento su verde posti 1,2 (citato in LEOM) |
|        | Cantelli (Parma, Rimini) Titolo: Conte di Rubbiano d'oro a due scettri gigliati di rosso, posti a V Motto: Honori et utilitati favet (citato in (4) – Vol. II pag. 273) |
|        | Cantelli (Parma, Rimini) Titolo: Conte di Rubbiano d'azzurro a due scettri gigliati d'oro, posti a V Motto: Honori et utilitati favet (citato in (4) – Vol. II pag. 273) |
|        | Cantelli (Modena) cane rampante di argento con T maiuscola di nero in destra su rosso (citato in LEOM) |
|        | Cantelmi (Napoletano) Titolo: nobile d'oro, al leone di rosso armato e linguato d'azzurro, a tre pendenti (citato in (33)) |
|        | Cantelmo o Cantelmi (Napoli, Molise) D'oro, al leone di rosso attraversato da un lambello di tre pendenti d'azzurro (citato in (14)) d'oro al leone di rosso con un lambello azzurro di tre pendenti, attraversante il tutto (citato in (19)) Notizie storiche in Nobili napoletani. |
|        | Cantini (Firenze) partito d'argento e d'azzurro alla torre di rosso sorgente dalla campagna erbosa al naturale, sormontata da una bandiera di rosso spiegata, e accostata da due delfini d'oro coronati dello stesso, addossati alla torre; questa sormontata da una spada nuda d'argento, manicata d'oro, posta in banda e con la punta in basso, sormontata a sua volta da una stella di sei raggi d'oro (citato in (4) – Vol. II pag. 275) |
|        | Cantini (Firenze) Di..., a tre bande di..., bordate di... (citato in (13)) |
|        | Cantini (Firenze) Partito d'azzurro e d'argento, a due pesci addossati in palo dell'uno nell'altro (citato in (13)) |
|        | Cantini (Toscana) (DE) Silber-blau gespalten, darin 2 senkrecht gestellte Delphine in verwechselten Tinkturen, der Linke gestürzt (citato in (28)) |
|        | Cantini (Pistoia) Partito d'argento e d'azzurro, alla torre di rosso fondata sul terreno al naturale, cimata di una bandiera di rosso e accompagnata in capo da una spada rivolta d'argento posta in sbarra sormontata da una stella a sei punte d'oro; il tutto attraversante sul partito e accostato da due delfini d'oro coronati dello stesso, addossati alla torre alias D'azzurro, alla torre d'argento chiusa d'oro, accompagnata in capo da una spada rivolta in sbarra d'argento, posta fra quattro stelle a sei punte d'oro, 1.3; e a due delfini d'oro guizzanti in palo, addossati alla torre (citato in (13))                                                                                 |
|        | Cantini (Toscana) (DE) In Blau 1 silberner Gegenzinnenschrägbalken, an Ort- und Schildfußstelle begleitet von je 1 achtstrahligen goldenen Stern (citato in (28)) |
|        | Cantini (Pistoia) (la blasonatura non è stata ancora caricata) (Immagine nella Raccolta stemmi Trippini (JPG).) |
|        | Cantini (Pistoia) (la blasonatura non è stata ancora caricata) (Immagine nella Raccolta stemmi Trippini (JPG).) |
|        | Cantini del Lion Nero (Firenze) D'azzurro, al leone d'oro tenente con la branca anteriore destra una corona radiata (o all'antica) dello stesso (citato in (13)) |
|        | Cantini delle Ruote (Firenze) D'azzurro, alla torre di rosso cimata da una bandiera dello stesso astata d'argento e sventolante a destra, la torre accostata da due delfini addossati guizzanti in palo d'argento coronati d'oro; il tutto accompagnato nel capo da una spada d'argento guarnita d'oro, posta in fascia e sormontata da una stella a otto punte d'oro (citato in (13)) (DE) In Blau 1 gezinnter roter Turm, oben besteckt mit 1 roten Fahne, begleitet beidseitig von 2 senkrecht gestellten und einwärtsgekehrten gekrönten silbernen Delphinen, oben von 1 waagerecht gelegten goldgegrifften blauen Degen und an der Ortstelle von 1 achtstrahligen goldenen Stern (citato in (28))     |
|        | Canton (Chieri) D'azzurro, a tre triangoli d'argento, sormontati da una stella d'oro (citato in (15)) |
|        | Cantone (Alba) Titolo: conti di Castiglione Troncato, al 1° d'oro all'aquila coronata, di nero, al 2° d'azzurro, a tre triangoli d'argento alias Troncato, al 1° d'oro all'aquila coronata, di nero, al 2° di rosso, a tre triangoli d'argento (citato in (15)) |
|        | Cantone (Alessandria) Semipartito e troncato, il primo di rosso, il secondo di verde, il terzo di porpora, al triangolo d'argento (citato in (15)) |
|        | Cantoni (Sale (Alessandria)) Titolo: Nobile troncato: di oro all'aquila, di nero, bicipite, coronata del campo; e di azzurro a tre triangoli (Cantoni) d'argento (citato in (4) – Vol. II pag. 276 e in (15)) |
|        | Cantoni (Milano, Firenze) troncato: nel 1º d'argento all'aquila d'azzurro, linguata e membrata di rosso; nel 2º d'azzurro al monte di tre cime d'argento, movente dalla punta dello scudo (citato in (4) – Vol. II pag. 276) |
|        | Cantoni (Cesena) fascia di rosso su troncato di oro e di azzurro - aquila di nero su oro - triangolo di argento su azzurro (citato in LEOM) |
|        | Cantoni (Cesena) (la blasonatura non è stata ancora caricata) (citato in BLCW) Immagine in Blasone Cesenate. |
|        | Cantoni Marca (Mantova, Brescia, Roma) troncato: nel 1º d'oro all'aquila di nero; nel 2º d'azzurro ad un triangolo d'argento; con la fascia d'argento attraversante sulla troncatura (citato in (4) – Vol. II pag. 276) |
|        | Cantono (Andorno, Ronco, Vercelli, Roma) Titoli: Barone, dei Signori del Marchesato di Ceva, dei Signori di Lisio, Battifollo e Pamparato semipartito e troncato: il 1º di rosso, il 2º di verde il 3º di porpora, al triangolo d'argento (citato in (4) – Vol. II pag. 276 e in (15)) |
|        | Cantono Petia Uno scudo d'argento con un monte di nero movente dalla punta dello scudo, dalla cui sommità nasce una petia e dai lati due rose rosse bottonate d'oro con sei rami e foglie verd (citato in (15)) |
|        | Cantori (Firenze) D'azzurro, alla banda d'argento accompagnata da due stelle a otto punte d'oro, 1.1 (citato in (13)) |
|        | Cantori (Toscana) (DE) In Silber 1 blauer Schrägbalken, beidseitig begleitet von je 1 goldenen Scheibe (citato in (28)) |
|        | Cantori (Firenze) D'argento, a tre fasce ondate d'azzurro e alla fascia diminuita attraversante di rosso (citato in (13)) |
|        | Cantù (Carmagnola ?) D'oro, al gelso al naturale, nutrito sulla pianura erbosa, sostenuto a sinistra da un leone, di rosso (citato in (15)) |
|        | Cantucci (Firenze) Partito cuneato d'oro e d'azzurro, alla banda attraversante semipartita del secondo e del primo; con il capo dell'Impero (citato in (13)) banda partita di azzurro e di oro su - partito increspato di soli 3 segmenti di oro e di azzurro - capo d'Impero (citato in LEOM) |
|        | Cantucci (Toscana) (DE) Unter 1 goldenen Schildhaupt, darin 1 wachsender schwarzer Adler (Capo dell'Impero), gold-blau im Zahnschnitt gespalten und überdeckt von 1 silber-gold gespaltenen Schrägbalken (citato in (28)) |
|        | Cantuti partito d'argento e di rosso a due cani ritti e affrontati, dell'uno nell'altro, sormontati da una stella d'oro (6) sulla partizione (citato in (4) – Vol. II pag. 277) |
|        | Cantuti Castelvetri (Modena) partito: nel 1º ripartito d'argento e di rosso a due cani ritti e affrontati, dell'uno nell'altro, sormontati da una stella d'oro (6) sulla partizione (Cantuti) nel 2º d'azzurro, alla fascia d'argento, accompagnata in capo da tre nocciole d'oro male ordinate, e in punta da un castello torricellato di tre pezzi al naturale, fondato sulla pianura di verde, aperto e finestrato di nero, e ciascuna torricella cimata da una banderuola di rosso svolazzante a sinistra (Castelvetri) (citato in (4) – Vol. II pag. 277) |

### Canu
| Stemma | Casato e blasonatura |
| ------ | --- |
|        | Canubi o Cannubio o Canubio o Canubbio (Borgo San Dalmazzo) Titolo: conte di Castelnuovo, Torretta Levenzo; visconte di Demonte; consignore di Ceva, Castelnuovo, Torricella Troncato, al 1º d'argento, all'aquila di nero, armata e rostrata di rosso, al 2º d'azzurro, al braccio armato d'argento, reciso, impugnante un'ascia (alias alabarda) d'oro (citato in (15)) troncato, sopra d'argento, all'aquila di nero, rostrata ed armata di rosso; sotto: d'azzurro, al braccio armato d'argento, reciso, impugnante un'alabarda (alias ascia) d'oro (citato in (22)) alias Partito, nel 1° d'azzurro, a tre pali di [...], con il capo d'oro, carico di un'aquila coronata, di nero, al 2° troncato d'oro e di rosso, con la bordatura composta di otto pezzi alternati di Gerusalemme e d'Angiò (citato in (15)) Cimiero: un fascio di canne legate di rosso Motto: Fragiles prudentia - Fragiles prudentia firmat |
|        | Canubi Bolleris (Borgo San Dalmazzo) Titolo: signore di Demonte; visconte di Demonte partito: nel 1º d'azzurro a tre pali di nero; col capo dell'impero; nel 2º di rosso, a ...d'oro; col capo d'oro pieno; con una bordura composta di otto pezzi alternati d'azzurro, alla croce scorciata d'oro, accantonata da quattro crocette dello stesso e d'argento, seminato di gigli d'oro, al lambello di tre gocce di rosso, attraversante nel campo (citato in (22)) |

### Canz
| Stemma | Casato e blasonatura |
| ------ | --- |
|        | Canzano (Messina) idi rosso, al castello di tre torri d'oro (citato in (4) – Vol. II pag. 277 e in (16)) |
|        | Canzano e Canzano di belviso (Messina) Titolo: duca di Belviso, visconte di Francavilla inquartato: nel 1º e 4º di rosso, al castello di tre torri d'oro (Canzano); nel 2ºe 3º d'oro, alla fascia d'azzurro (Avarna) (citato in (4) – Vol. II pag. 277, in (16) e in (17)) Ornamenti esteriori: corona di duca |
|        | Canzarno (Sicilia) Titolo: duca di Belviso inquartato, nel 1° e 4° di rosso al castello di tre torri d'oro (Canzano); nel 2° e 3° d'oro alla fascia d'azzurro (Avarna) (citato in (26)) Notizie storiche in Famiglie nobili di Sicilia.                                                                        |
|        | Canzi (Milano) aquila di nero coronata di oro su oro - 3 berretti di rosso bordati di oro posti 2,1 su azzurro alternati a - 7 stelle (8 raggi) di oro poste 3,1,2,1 su azzurro (citato in LEOM) |